# Cayo Boca Chita
Cayo Boca Chita (en inglés: Boca Chita Key) es una isla al norte de la parte septentrional de los Cayos de la Florida en el parque nacional de Biscayne. Esta en el condado de Miami-Dade en el estado de la Florida, al sureste de Estados Unidos.
Se encuentra ubicado en la bahía Biscayne, al norte de Cayo Sands (Cayo Arenas o Sands Key).
A veces se confunde con otro Cayo por su nombre parecido (Cayo Boca Chica) pero este esta a más de cien kilómetros al suroeste.
Existe también un distrito histórico llamado Cayo Boca Chita.